# 13 공포증

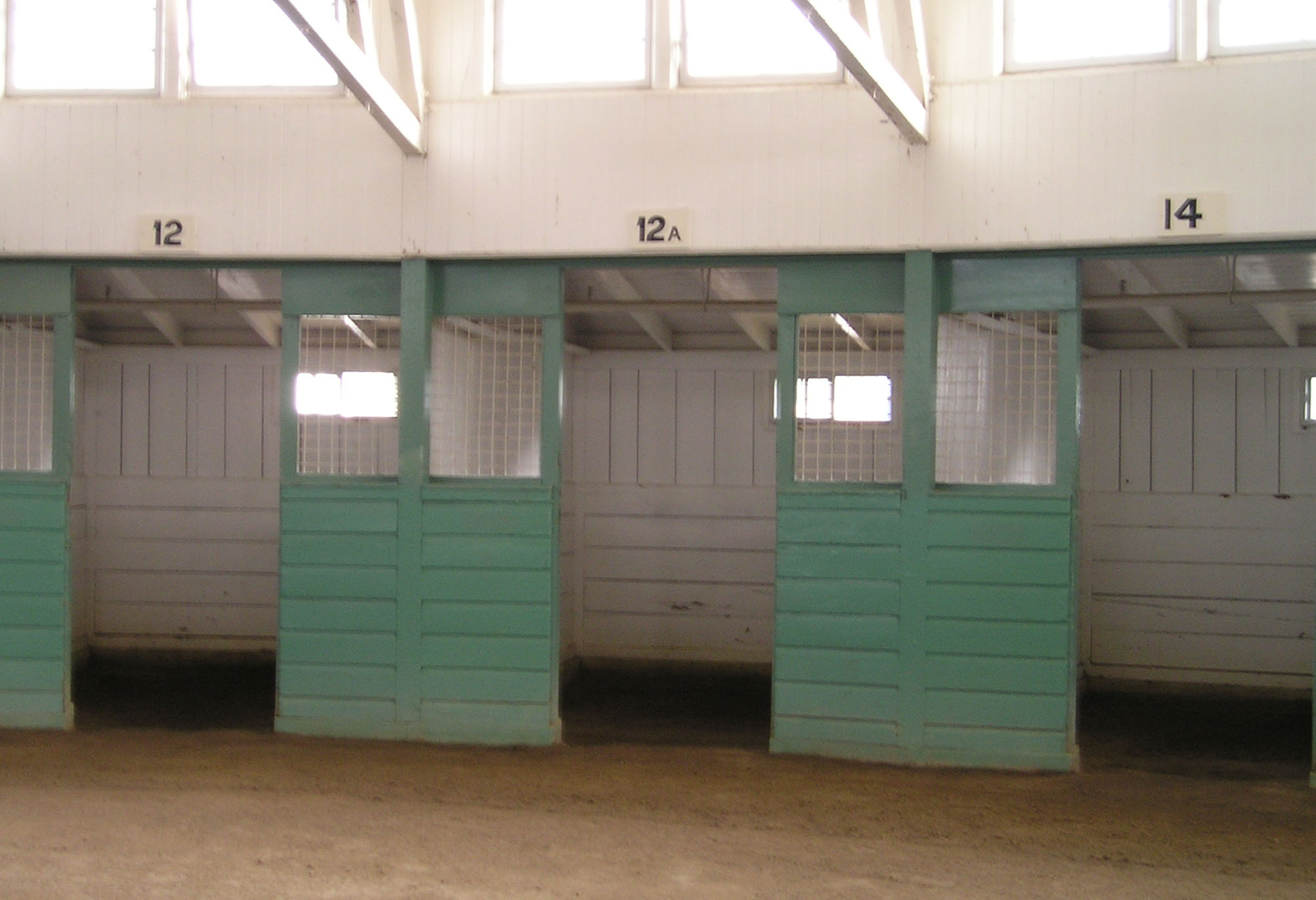
산타아니타파크 경마장에 마련된 대기마의 일련번호는 12, 12A, 14로 배정되어 있다. 영국 런던의 이튼 스퀘어도 마찬가지의 사유가 성립된다. 그래서 13 대신 12A가 들어간다.

13 공포증(Triskaidekaphobia, 트리스카이데커포비아)은 숫자 13을 불길하게 생각하는 것으로, 보통 미신으로 간주한다. 특히 13일의 금요일을 불길하게 여기는 것을 13일의 금요일 공포증이라고 부른다.
이 공포증은 예수의 최후의 만찬에 열세 사람이 있었다는 사실과 연결되어 있지만, 실제로는 중세 시대에 유래한 것으로 추정된다. 일반적으로 12는 과잉수이기 때문에 많은 문화에서 자주 사용되는데, 단순히 13은 12보다 1 큰 숫자이기 때문에 ‘나쁜’ 숫자로 취급되기도 한다.
몇몇 건물에는 층 번호를 매길 때 13층을 빼고 12층 다음이 14층이 되게 하거나, 13 대신 'Thirteen'의 약칭인 T로 표기하거나, 12A와 12B라는 번호를 대신 붙이기도 한다. 방 번호나 비행기의 좌석 번호에서도 종종 이러한 규칙을 적용한다. 풋볼 매니저에서는 13번 등번호가 없거나 극소수의 대회에만 사용된다. (풋볼 매니저 2005에서 2009까지도 선수들의 등번호에는 대부분 13번이 없다.) 풋볼 매니저에서는 13 공포증 때문에 국가대표 경기에서는 13번 등번호가 없는 대회가 허다하다. 이 때문에 서양의 많은 축구 선수들과 기독교를 믿는 축구 선수들이 등번호를 13번으로 배정받는 것을 싫어하는 경향이 있다. (이는 야구, 농구 등 다른 스포츠에서도 찾을 수 있다.)
비슷한 현상으로 한자 문화권에서는 4자 금기가 있다. 그 경우에는 4를 F로 표기하거나 3A, 3B로 쓴다.

## 지역별 13 공포증

### 미국
미국은 기독교의 영향이 가장 큰 국가 중 하나인데, 이로 인해 숫자 13에 대한 미신이 많은 편이다.
미국에서는 아폴로 13호를 건너뛰고 다음 번호인 아폴로 14호로 운영될 예정이었지만 오히려 NASA 측에서는 13의 저주가 미신이라는 것을 보여주기 위해 13호 순번을 그대로 사용한 채 미국 중부 시간 기준으로 13시 13분에 발사를 시작하였다. 그러나 발사 시작부터 정상적인 발사가 되지 않았고, 결국 사고가 일어나고 만다. 이때 몇몇 사람들은 아폴로 13호의 발사 실패 원인을 13이라는 숫자를 여러 가지로 관련짓기도 했다. 예를 들면 발사일인 1970년 4월 11일에 있는 숫자를 모두 더하거나 빼고, 곱하거나 나누면 13이 된다는 말이나 13시 13분에 발사되었던 장소인 케네디 우주 센터 발사 시설 39 발사대는 13으로 3번 나눌 수 있기 때문에 사고가 발생했다고 연관짓는다. 그러나 미국이 가까운 미래에 계획하고 있는 유인 달 비행 계획은 여전히 "오리온 13"이라고 불리고 있다.
미국에서 만들어진 슬래셔 공포 영화로 '13일의 금요일'이 있는데, 이는 13 공포증을 소재로 한 영화이다.

## 갤러리

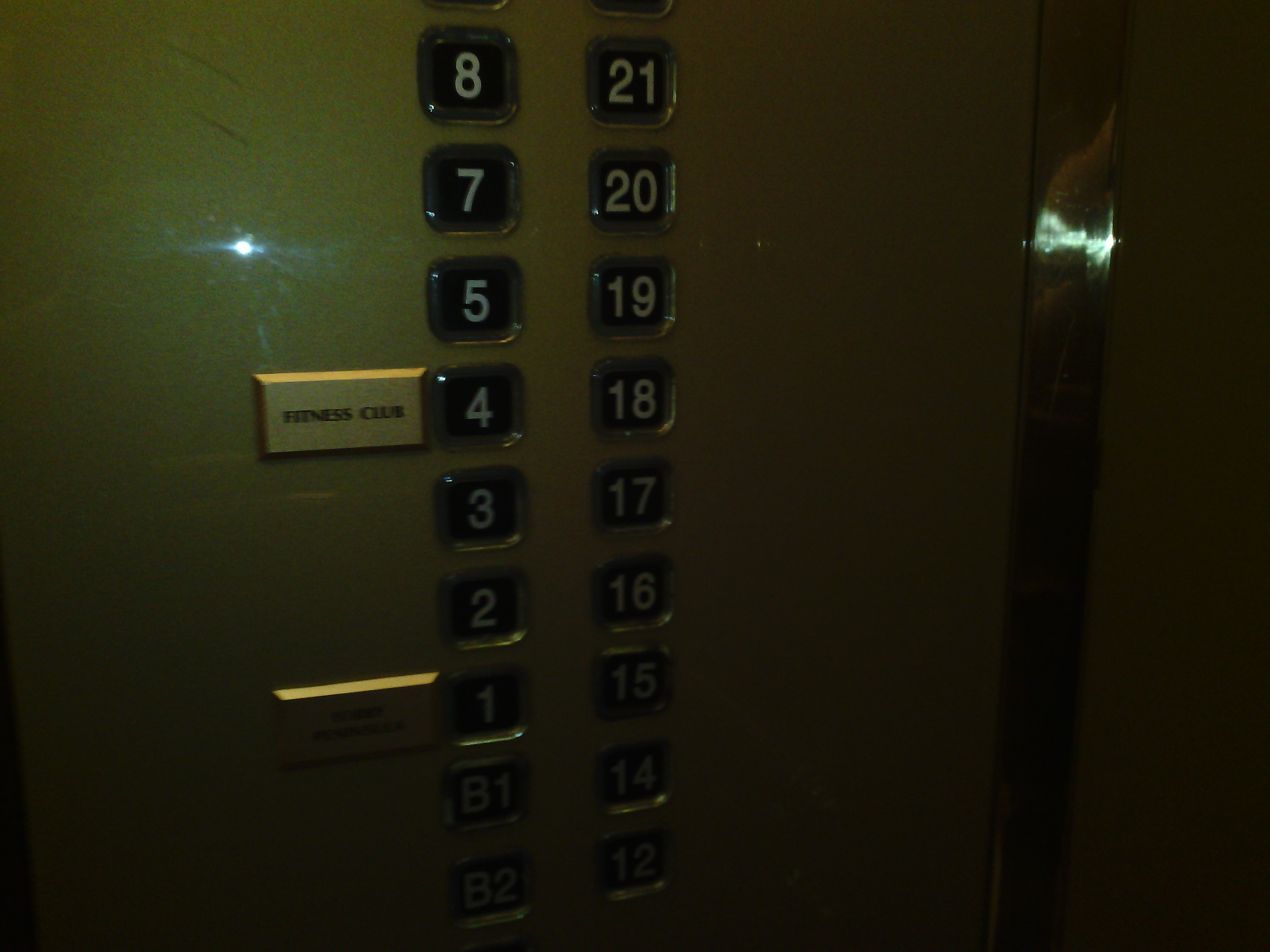
대한민국 울산광역시의 한 호텔의 엘리베이터. 13층 버튼이 없다.
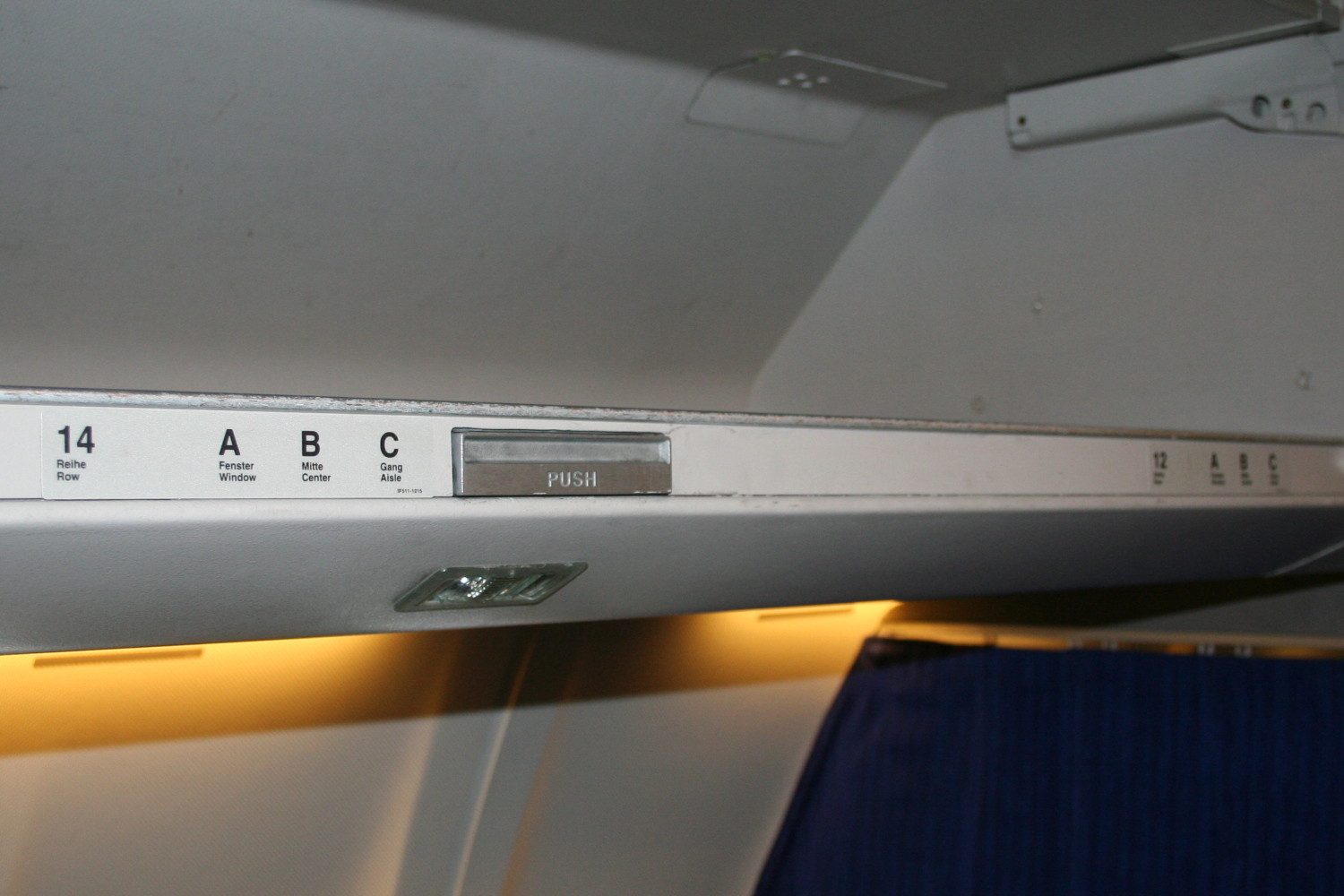
비행기 좌석에 배치된 12열과 14열 사이의 모습으로, 좌석에는 A, B, C가 나란히 붙어 있지만, 13열이 아예 없다.

## 같이 보기
- 4자 금기
- 17 공포증
- 13일의 금요일